# Davey Allison
David Carl Allison, más conocido como Davey Allison (25 de febrero de 1961, Hollywood, Florida, Estados Unidos - 13 de julio de 1993), fue un piloto de automovilismo de velocidad estadounidense que compitió profesionalmente en stock cars. Resultó tercero en la Copa NASCAR 1991 y 1992, así como octavo en 1988, logrando un total de 19 victorias y 66 top 5 en 191 carreras disputadas.
Entre sus triunfos se destacan las 500 Millas de Daytona de 1992, las 500 Millas de Alabama en Talladega de 1987, 1989 y 1992, las 600 Millas de Charlotte de 1991. También venció en la Winston 1991 y 1992. Por otra parte, disputó cinco carreras del International Race of Champions en 1992 y 1993, obteniendo dos victorias y un segundo lugar.
Es hijo de Bobby Allison, campeón de la Copa NASCAR y ganador de las 500 Millas de Daytona. Allison falleció a la temprana edad de 32 años, al chocar su helicóptero. Su hermano Clifford había chocado fatalmente en agosto de 1992 en una práctica de una carrera de la NASCAR Busch Series.

## Carrera deportiva
Allison nació el día anterior al debut de su padre en la Copa NASCAR, más precisamente las 500 Millas de Daytona, a pocos kilómetros del circuito. Mientras cursaba la secundaria en el poblado de Hueytown (Alabama), se dedicaba a colaborar en el taller de su padre.
En 1979 comenzó a competir en stock cars en el óvalo de Birmingham. Luego resultó subcampeón de la serie ARCA 1984 y participó en la NASCAR Busch Series. El piloto debutó en la Copa NASCAR en 1985 a la edad de 24 años, resultando décimo en las 500 Millas de Talladega. En 1986 corrió cinco carreras, obteniendo como mejor resultado un séptimo nuevamente en las 500 Millas de Talladega.
Allison se unió al equipo de Harry Ranier para disputar la Copa NASCAR 1987. Al volante de un Ford número 28 patrocinado por Texaco-Havoline, obtuvo dos victorias en las 500 Millas de Alabama en Talladega y en Dover, así como nueve top 5 y cinco pole positions. Con 16 arribos a meta en 22 carreras disputadas, el piloto resultó 21º en el campeonato.
Davey resultó segundo en las 500 Millas de Daytona de 1988, por detrás de su padre Bobby. Luego venció en Míchigan y Richmond, y acumuló un total de 12 top 5, 16 top 10 y tres pole positions para resultar octavo en el campeonato.
Ranier vendió su equipo a Robert Yates para la temporada 1989. Continuando con su Ford número 28, Allison venció en las 500 Millas de Alabama y las 400 Millas de Daytona. Con un saldo de siete top 5 y 13 top 10, culminó 11º en la Copa NASCAR. En 1990, Allison ganó en Bristol y Charlotte, pero obtuvo solamente cinco top 5, diez top 10 y ninguna pole position, por lo que quedó 13º en la tabla general.
Allison disputó la Copa NASCAR 1991 frente a Dale Earnhardt y Ricky Rudd, siguiendo en el equipo Yates. Acumuló victorias en la Winston y cinco fechas puntuables (las 600 Millas de Charlotte, Sears Point, Míchigan, North Carolina y Phoenix), 12 top 5, 16 top 10 y tres pole positions. Así, fue superado por ambos rivales y quedó tercero en el campeonato.
El piloto inició la temporada 1992 triunfando en las 500 Millas de Daytona. Luego ganó en North Wilkesboro, las 500 Millas de Alabama, Míchigan y Phoenix. Obtuvo en total cinco victorias, 15 top 5 y dos pole positions, pero quedó nuevamente tercero en el clasificador final, a escasos puntos de Alan Kulwicki y Bill Elliott. Ese mismo año, ganó nuevamente la Winston, sufriendo un choque al cruzar la meta que le causó una conmoción cerebral y contusiones múltiples. En Pocono chocó nuevamente; sus contusiones y fracturas le hicieron acudir a pilotos suplentes durante algunas carreras.
En 1993, Allison venció en Richmond y acumuló seis top 5 en las primeras 16 fechas, ubicándose quinto. El 12 de julio, se trasladó al circuito de Talladega, para observar una práctica del hijo de su amigo Neil Bonnett. Allison chocó su helicóptero al intentar aterrizar, lesionándose gravemente, y murió al día siguiente en el hospital de Birmingham.